# Sennar-Expedition (1882)
 Aba – Dschebel Gedir I – Sennar I – Dschebel Gedir II – al-Ubayyid I – al-Ubayyid II – Sennar II – Sinkat – El Teb I – Scheikan – El Teb II – El Teb III – Tamanieh – Khartum – Abu Klea – Gallabat – Toski – Firket – Atbara – Omdurman – Umm Diwaykarat
Die Sennar-Expedition von 1882 war ein Feldzug der Ägypter gegen den Mahdi-Aufstand in der Provinz Sennar, im Sudan.

## Vorgeschichte
Im Sudan, der ab 1821 unter die Herrschaft der osmanischen Vizekönige (Khediven) von Ägypten gekommen war, begann 1881 der Mahdi-Aufstand. Nach der  Schlacht von Aba, in der ägyptische Truppen vergeblich versuchten ihn festzunehmen, floh der Mahdi Muhammad Ahmad, mit seinen Anhängern nach Gedir in das Nuba-Gebirge. Der Generalgouverneur (hikimdar) der ägyptischen Sudan-Provinzen, Muhammad Rauf Pascha, war der Ansicht, dass die Bewegung dort alsbald in sich kollabieren würde und verzichtete darauf diese aktiv einzudämmen. Allerdings wurde dadurch vielmehr der Bewegung die nötige Zeit gegeben sich zu stärken, was nach der vernichtenden Niederlage bei der Ersten Schlacht von Dschebel Gedir offenbar wurde. Daher wurde Rauf Pascha Anfang 1882 abberufen. Bis zur Ankunft eines Nachfolgers übernahm sein Stellvertreter Carl Giegler geschäftsführend das Amt des Generalgouverneurs.
Giegler beabsichtigte den Aufstand gewaltsam zu beenden, allerdings schätzte er die Situation zu optimistisch ein und verzichtete ausdrücklich auf militärische Hilfe aus dem ägyptischen Kernland. Um den Aufstand zu unterdrücken, stellte er im Februar 1882 eine Expeditionsstreitkraft auf und zog dazu Kräfte aus den Provinzen Kordofan, Khartum und Sennar ab (siehe: Zweite Schlacht von Dschebel Gedir). Der Provinz Sennar blieb lediglich eine Garnison mit einer Stärke von 75 regulären und 33 irregulären Soldaten. Diese Situation nutzte Amir wad Umar al-Makaschif um eine Rebellion im Namen von Muhammad Ahmad zu initiieren und fand Unterstützer vor allem beim Stamm der Rufa'a al-Hui in der südlichen Dschazira-Ebene. Amir hegte einen Groll gegen die ägyptische Administration, nachdem diese ihn für die Taten seines bereits geflohenen Bruders Ahmad wad Umar al-Makaschif, ein faki und früher Anhänger des Mahdi-Aufstands, inhaftiert und bestraft hatten. Mit ca. 3.000 Kriegern griff er Sennar, die Hauptstadt der gleichnamigen Provinz, an. Zwar war es Amir möglich ein Teil der Stadt einzunehmen, er wurde aber am 6. April 1882 von der Garnison vertrieben, worauf Amir die Stadt belagern ließ. Die Garnison Sennars telegrafierte dem Generalgouverneur Giegler um Hilfe, woraufhin er Salih Agha al-Mak, der ursprünglich die Expeditionsstreitkraft für Gedir begleiten sollte, mit 200 irregulären Soldaten nach Sennar entsandte.

## Verlauf
Salihs Trupp wurde auf dem Weißen Nil von Khartum nach al-Kawah transportiert, wo sich 100 Başı Bozuks anschlossen. Von dort zog Salih Richtung Sennar. Zwischendurch scheiterte ein weiterer Sturmversuch von Amir. Salih erreichte Sennar am 13. April 1882 und konnte die Belagerung aufheben und Amir vertreiben.
Am 15. April verließ Giegler mit 300 irregulären Soldaten Khartum, um Salih zu unterstützen. Angekommen in al-Masallamiya erfuhr Giegler, dass Ahmad Taha in einem Dorf am Blauen Nil eine Rebellion im Namen von Muhammad Ahmad vorbereitete. Um diesen festzunehmen, entsandte Giegler Yusuf Agha al-Malik mit 50 Soldaten. Yusuf und die meisten seiner Soldaten wurden bei dem Versuch getötet. Daraufhin forderte er Verstärkungen von sechs Kompanien regulärer Soldaten und 100 irregulären Soldaten aus Gallabat, einer Grenzstadt zu Äthiopien, an. Diese sollten sich in Abu Haraz (nahe Wad Madani) versammeln, wohin auch Giegler mit seinem Trupp zog. Die Verstärkung aus Gallabat wurde angeführt von Surur Raschid, der von Giegler beauftragt am 4. Mai gegen die Rebellen von Ahmad Taha vorging, aber ebenfalls scheiterte. Auf ägyptischer Seite wurden 210 Mann getötet. Im Vorfeld hatte Giegler Awad al-Karim Pascha Ahmad abu Sin, nazir der Shukriya-Araber, um Unterstützung gebeten. Einen Tag nach der Niederlage von Surur erreichte Awad al-Karim mit seinen Kriegern Abu Haraz. Mit dessen Unterstützung war es Giegler möglich, Ahmad Taha am 6. Mai vernichtend zu schlagen.
Nach diesem Erfolg nahm Giegler den Marsch zu seinem Ursprungsziel nach Sennar wieder auf. Bei Abu Shukah (nahe Sennar) besiegte Giegler am 24. Mai eine Rebellenarmee, wobei deren Anführer Muhammad Zain, ein Anhänger von Amir al-Makaschif, getötet wurde. Die Überlebenden flüchteten zum Standort von Amir und seiner Hauptarmee am See von Taiqu. Giegler kehrte nach Khartum zurück und überließ Salih al-Mak den Oberbefehl über die Truppen in der Provinz Sennar. Mit vier Kompanien regulären und einigen irregulären Soldaten besiegte dieser am 3. Juni die Rebellenarmee endgültig. Amir al-Makaschif überlebte die Schlacht und schloss sich dem Lager von Muhammad Ahmad in Kordofan an.

## Folgen
Die Befriedung der Sennar-Provinz war kurzlebig. Gegen Ende des Jahres 1882 begann Amirs Bruder, Ahmad al-Makaschif, im Auftrag von Muhammad Ahmad die Stadt Sennar zu bedrohen und die Bevölkerung aufzuwiegeln. In einer weiteren Expedition gelang es Abd al-Qadir Pascha zwar, Ahmad aus der Umgebung von Sennar zu vertreiben, aber erst eine Expedition von William Hicks im April 1883 schaltete Ahmad endgültig aus. Nach der Eroberung von Khartum im Januar 1885 durch die Mahdisten schickte Muhammad Ahmad seinen Onkel Muhammad bin Abd al-Karim zur Eroberung der Stadt Sennar aus. Dessen Belagerung und Sturmversuche scheiterten. Muhammad Ahmad entsandte daraufhin seine Hauptarmee mit seinen fähigsten Generälen, darunter Wad al-Najumi und Abu Qarja. Angesichts der hoffnungslosen Lage kapitulierte die ägyptische Garnison noch vor Ankunft der Kriegerhorde im August 1885 und Sennar wurde ein Teil des Mahdi-Reichs, das bis 1899 bestand.